# Savannah Gold
Savannah Gold, pseudonimo di Natalie Heck (29 ottobre 1984 – 11 dicembre 2011), è stata un'attrice pornografica britannica.

## Biografia
Savannah perse tragicamente entrambi i genitori all'età di 12 anni. Insieme al fratello Richard, fu affidata ad una famiglia adottiva. Ha cominciato ad esibirsi in pellicole hard all'età di 19 anni, facendosi accreditare, per i primi film, con il suo nome battesimale.
Durante il corso della sua carriera, la Heck si è anche esibita in scene di sesso anale, penetrazione doppia e lesbo softcore. Il 17 novembre 2006, ha vinto il premio BGAFD Best Female agli UK Adult Film Awards, festival britannico dell'industria del cinema per adulti. Nel 2009, invece, ha ricevuto una nomination per Best Group Sex Scene agli AVN Awards, senza, tuttavia, vincere. Savannah ha anche lavorato in diversi programmi televisivi negli Stati Uniti e in Inghilterra, e ha avuto esperienze in alcune trasmissioni radiofoniche.
Come attrice pornografica, ha girato scene con le maggiori compagnie dell'industria hard, tra le quali: Hustler, Brazzers, BangBros, Anabolic, Reality Kings, Evil Angel, New Sensations, Digital Sin e Red Light District. Oltre alla sua attività come pornostar, la Heck ha parallelamente lavorato come escort, a Londra, avendo firmato un contratto esclusivo con l'agenzia Bluebird.

### Morte
È deceduta l'11 dicembre 2011 a causa di un aneurisma cerebrale, come conseguenza di un'operazione chirurgica malriuscita, e non di un abuso di alcol, come inizialmente dichiarato da alcune fonti non ufficiali. La salma dell'attrice è stata cremata solo il giorno 13 dicembre, presso l'Islington Crematorium di East Finchley, Londra.

### Vita privata
Nel luglio del 2010, un uomo, tale Shoduil Islam, ha cercato di ucciderla nella sua residenza londinese. L'aggressore ha cercato di strangolarla, procurandole una profonda ferita alla gola. I soccorsi arrivarono grazie ai vicini di casa, i quali, allarmati dalle urla, chiamarono la polizia. La ragazza fu trovata in un lago di sangue, nuda, sul pavimento dell'abitazione e trasportata immediatamente all'ospedale. L'uomo, dopo aver confessato di essere entrato in casa della Heck con la sola intenzione di effettuare una rapina, è stato condannato a 8 anni di carcere.
Fu sposata, per un breve periodo, con il pornoattore Danny Mountain.

## Premi
- UK Adult Film Awards
  - 2006 – Best Actress
- AVN Awards
  - 2009 – Candidatura per Best Group Sex Scene